# Тит Флавий Клемент
Тит Флавий Клемент (лат. Titus Flavius Clemens; казнён в мае 95 года, Рим, Римская империя) — древнеримский государственный деятель из династии Флавиев, ординарный консул 95 года. Прославлен в лике святых в римо-католицизме и ряде православных Церквей.

## Биография
Клемент — сын Тита Флавия Сабина, консул-суффекта 72 года, и брат Тита Флавия Сабина, консула 82 года, мужа Юлии Флавии. Его отец был убит в год четырёх императоров в декабре 69 года во время правления Вителлия[уточнить]. Приходился внучатым племянником императора Веспасиана и родственником императорам Титу и Домициану.
Женился на Флавии Домитилле, внучке Веспасиана, дочери Домициллы Младшей. У Клемента и Домитиллы было семеро детей. Согласно «Жизни двенадцати цезарей» Светония, двух сыновей Клемент назвал Веспасианом и Домицианом и они были признаны как преемники Домициана.
Был консулом вместе с императором Домицианом в 95 году. Был приговорён Домицианом к смерти в том же году.
Согласно Диону Кассию был обвинён в «безбожии». Его жена была сослана в Пандатерию.
Некоторые источники объединяют Клемента и его современника Климента I, римского епископа. Другие источники объединяют Клемента и Калонимоса (Калоникоса), отца Онкелоса, упоминаемого в Талмуде.
В некоторых церквах признан святым и мучеником. Упомянут в римском мартирологе. Почитается в греческом православии. День памяти — 22 июня, когда его останки были переданы в базилику Святого Климента.
Согласно римскому мартирологу, Клемент — дядя святой Флавии Домициллы, день памяти которой в католической церкви 12 мая. В христианской традиции её мать — святая Плавтилла, сводная сестра Клемента. Согласно «Церковной истории» Евсевия, Флавия Домитилла за исповедание Христа в 93 году была сослана на Понтию.
С женой Клемента связывают катакомбы Домитиллы.